# مسرد مصطلحات الهندسة الكهربائية والإلكترونية
هذا المسرد يضم المصطلحات في الهندسة الكهربائية والإلكترونية، وهو قائمة من تعريفات المصطلحات والمفاهيم المتعلقة على وجه التحديد بالهندسة الكهربائية وهندسة الإلكترونيات. بالنسبة للمصطلحات المتعلقة بالهندسة بشكل عام، انظر معجم الهندسة.

## A
AC adapter محول تيار متردد
مصدر طاقة خارجي للأجهزة المحمولة يسمح لها بالعمل من خلال كهرباء مقبس الحائط.
AC power plugs and sockets مقبس (كهرباء)
الموصلات الكهربائية المستخدمة مع التيار المتناوب alternating current.
AC power AC power
القدرة الكهربائية حيث ينعكس التيار الكهربائي بشكل دوري.
Rectifier, AC-to-DC conversion (rectifier) مقوم
توحيد التيار المتردد، بحيث يتدفق التيار في اتجاه واحد فقط.
AC-to-AC converter <dt class="glossary " id="مبدل تيار متناوب متناوب ‏" style="margin-top: 0.4em;">مبدل تيار متناوب متناوب ‏
محول طاقة حيث يكون الإدخال والإخراج تيار متردد alternating current، ولكن قد تختلف في التردد أو الخصائص الأخرى.
AC/DC receiver design AC/DC receiver design
جهاز استقبال راديو يمكن أن يعمل إما من التيار المتردد alternating current أو التيار المستمر direct current من مقبس الحائط.
active rectification التقويم الفعال
دائرة يجري فيها التحكم في أجهزة المقوم خارجيًا لتغيير التيار المتردد إلى تيار مستمر يتدفق في اتجاه واحد.
actuator مشغل (ميكانيكا)
جهاز طرفي لنظام التحكم، يقوم بالتحكم في متغير مادي مثل فتح الصمام أو موضع جزء من الآلة.
adaptive control تحكم متكيف
استراتيجية التحكم حيث يجري تعديل المعاملات مع تغير العملية الخاضعة للرقابة.
additive white Gaussian noise additive white Gaussian noise
نموذج الضوضاء الذي يستخدم في الاتصالات السلكية واللاسلكية لنمذجة تأثيرات العمليات العشوائية المختلفة.
adjustable-speed drive adjustable-speed drive
التحكم في المحرك الذي يسمح باختيار أكثر من سرعة.
advanced z-transform advanced z-transform
تقنية رياضية تستخدم لنمذجة وتحليل الأنظمة الرقمية.
affinity laws قوانين التقارب
الصيغ الرياضية التي تربط بين السرعة والتدفق وقطر المضخات والمراوح والتوربينات، وهي مفيدة للتنبؤ بالإنتاج في ظل ظروف مختلفة.
agbioeletric agbioeletric
اسم تجاري لنوع من الزيوت النباتية المستخدمة في المحولات.
American Institute of Electrical Engineers (AIEE) المعهد الأمريكي لمهندسي الكهرباء
المعهد الأمريكي للمهندسين الكهربائيين، المنظمة السابقة لـ IEEE.
alpha–beta transformation alpha–beta transformation
تقنية رياضية مفيدة في تحليل الدوائر ثلاثية الطور.
alternating current تيار متردد
التيار الكهربائي الذي يتغير اتجاهه دوريا.
alternator منوب
آلة كهربائية تقوم بتحويل الطاقة الميكانيكية إلى طاقة كهربائية مترددة.
alternator synchronization alternator synchronization
عملية مزامنة مولد كهربائي مع شبكة أو مولد كهربائي آخر.
aluminium smelting aluminium smelting
تحويل خام الألومنيوم إلى معدن، باستخدام كميات كبيرة من الطاقة الكهربائية.
ammeter مقياس التيار الكهربائي
أداة لقياس التيار الكهربائي.
amorphous metal transformer amorphous metal transformer
محول طاقة حيث يتكون القلب المعدني من معادن مبردة بسرعة كبيرة بحيث لا تشكل بنية بلورية؛ يمكن لمثل هذه المحولات تقليل بعض أنواع فقدان الطاقة.
ampacity ampacity
القدرة الاستيعابية لتيار current الموصل، في سياق توصيل الطاقة الكهربائية.
ampere أمبير
وحدة التيار الكهربائي نظام الوحدات الدولي.
Ampère's circuital law قانون أمبير
العلاقة الرياضية بين تكامل المجال المغناطيسي فوق منحنى مغلق والتيار current المار عبر المنطقة المحددة بالمنحنى.
Ampère's force law Ampère's force law
العلاقة الرياضية بين القوة بين موصلين يحملان تيار current والتيار المتدفق فيهما.
Ampère's law قانون أمبير
قانون الدائرة الأمبيرية.
amplidyne amplidyne
آلة كهربائية تسمح لتيار current صغير بالتحكم في تيار أكبر بكثير.
amplifier مضخم إلكتروني
نظام ينتج خرجًا يكرر إشارة الدخل ولكن بمقدار أكبر.
amplitude modulation تضمين السعة
نقل المعلومات عن طريق تغيير مقدار amplitude  إشارة الناقل، على سبيل المثال إرسال الصوت عبر الراديو.
analog circuit إلكترونيات تماثلية
دائرة حيث تختلف التيارات والفولتية باستمرار ضمن نطاق عملي معين، بما يتناسب مع بعض الإشارات.
analog filter analog filter
دائرة تناظرية تغير بعض الخصائص المتعلقة بالتردد للإشارة.
analog signal processing معالجة الإشارة التماثلية
بشكل عام، التقنيات المستخدمة لتغيير الإشارات التي تعتمد على الفولتية أو التيارات تختلف باستمرار على مدى عملي.
analog signal إشارة تماثلية
إشارة تختلف خصائصها (التيار current، الجهد voltage) بشكل متناسب مع المعلومات المرسلة.
analog-to-digital converter مبدل تماثلي رقمي
دائرة تنتج رقمًا يتناسب مع مقدار الجهد أو التيار.
anode مصعد (كيمياء)
طرف جهاز كهروكيميائي أو إلكتروني يتدفق من خلاله التيار التقليدي إلى الداخل.
antenna (radio)|antenna هوائي
هيكل يُحول بين الموجات الكهرومغناطيسية في الفضاء والتيارات في الموصل.
apparent power apparent power
في دائرة طاقة التيار المتردد، حاصل ضرب مقدار RMS للجهد  والتيار.
Apple Inc. أبل (كان اسمها سابقًا Apple Computer)
شركة تصنع الهواتف المحمولة وأجهزة الكمبيوتر..
arbitrary waveform generator arbitrary waveform generator
نوع من مولدات الإشارات يمكنه توليد أي شكل موجة تقريبًا.
arc converter arc converter
جهاز كان يستخدم في السابق لتوليد موجات الراديو.
arc furnace فرن القوس الكهربائي
فرن يصهر المواد باستخدام قوس كهربائي..
arc lamp مصباح قوسي
مصباح كهربائي يولد الضوء من قوس كهربائي..
arc welder لحام قوسي
جهاز يستخدم لربط المعادن عن طريق صهرها بقوس كهربائي.
armature عضو إنتاج
ذلك الجزء من الآلة الكهربائية الذي يحول الطاقة الكهربائية إلى طاقة ميكانيكية (أو العكس).
artificial intelligence ذكاء اصطناعي
نظام حاسوبي يكرر بعض ميزات الذكاء البشري.
artificial neural network شبكة عصبونية اصطناعية
شبكة من العناصر المنطقية الفردية في طبقات متعددة تحاكي وظيفة الجهاز العصبي البيولوجي؛ تقنية في الذكاء الاصطناعي.
asymptotic stability asymptotic stability
حالة نظام التحكم حيث يصل الخرج في النهاية إلى قيمة حالة مستقرة استجابة لأي دخل.
asynchronous circuit asynchronous circuit
دائرة رقمية حيث تنتشر الحالات عبر دائرة بدون نبضة ساعة متزامنة.
audio and video connector audio and video connector
تركيب كهربائي يستخدم لتوصيل الكابلات التي تحمل إشارات صوتية أو فيديو.
audio equipment أجهزة سمعية
معدات تستخدم للتعامل مع الإشارات بترددات ضمن نطاق السمع البشري.
audio filter مرشح صوتي
دائرة كهربائية مخصصة لتغيير بعض الخصائص المتعلقة بالتردد لإشارة تحمل معلومات صوتية.
audio frequency تردد صوتي
إشارة يكون ترددها ضمن نطاق السمع البشري.
audio noise reduction خفض الضجيج
تقليل الإشارات المتداخلة في إشارة صوتية.
audio signal processing معالجة الإشارة الصوتية
تغيير أي خصائص لإشارة تحمل معلومات صوتية (النطاق الديناميكي أو استجابة التردد أو غير ذلك).
audion tube أوديون
أنبوب مفرغ مبكر بثلاثة أقطاب كهربائية له خصائص تضخيم.
Austin transformer محول أوستن
نوع من محولات العزل.
automatic gain control automatic gain control
دائرة تضبط تلقائيًا حجم الإشارة لمنعها من أن تصبح صغيرة جدًا أو كبيرة جدًا.
automatic transfer switch مفتاح التبديل (كهرباء)
مفتاح كهربائي يستخدم لتحديد مصدر احتياطي للطاقة الكهربائية تلقائيًا عند فقد المصدر الرئيسي.
automation تشغيل آلي
التحكم التلقائي في عملية..
autorecloser مرحلات إعادة توصيل دارات التحكم الذاتي
جهاز حماية الدائرة لخطوط توزيع الطاقة العلوية والذي يقاطع الدائرة لفترة وجيزة عند اكتشاف خطأ، ثم يعيد الدائرة على أمل أن الخطأ قد تم إصلاحه.
autotransformer محول ذاتي
محول حيث تشترك الدوائر الأولية والثانوية في بعض المحولات اللفات.
availability factor معامل الجهوزية
الجزء من الوقت الذي تكون فيه محطة الطاقة متاحة لإنتاج الطاقة.
avalanche diode ثنائي انهياري
صمام ثنائي مخصص للتشغيل المنتظم في وضع الانهيار العكسي. يُستخدم كمرجع للجهد ومصدر للضوضاء وفي فئات معينة من أجهزة مذبذب الموجات الدقيقة.
average rectified value متوسط القيمة المقومة
القيمة المتوسطة لشكل موجة التيار المتردد، مع أخذ القيمة المطلقة لشكل الموجة. القيمة المتوسطة تختلف عمومًا عن قيمة الجذر التربيعي المتوسط RMS.

## B
backward wave oscillator مذبذب الموجة الراجعة
نوع من مذبذبات الموجات الدقيقة ذات الصمام المفرغ.
balanced line balanced line
خط نقل بموصلين، بممانعات متساوية للأرضي.
ball bearing motor ball bearing motor
محرك مفاهيمي لا يستخدم الكهرومغناطيسية.
balun وحدة اتزان الهاتف
جهاز يربط خط نقل متوازن بخط غير متوازن.
band-pass filter مرشح تمرير النطاق
مرشح يسمح بمرور الإشارات ضمن نطاق من الترددات.
band-stop filter مرشح إيقاف النطاق
مرشح يحجب الإشارات ذات نطاق معين من الترددات.
bandwidth عرض نطاق
نطاق الترددات الذي يولد أو يستخدم النظام من خلاله طاقة إشارة كبيرة.
bang-bang control bang-bang control
وحدة تحكم تقوم بتشغيل عنصر نهائي أو إيقاف تشغيله (on or off) بدلاً من توفير استجابة متناسبة.
Barlow's wheel عجلة بارلو
عرض للمبادئ الكهرومغناطيسية.
Bartlett's bisection theorem Bartlett's bisection theorem
نظرية رياضية تستخدم في تحليل الشبكات.
base load power plant محطة حمل أساسي
محطة طاقة كهربائية توفر جزء الحمل الذي لا يتغير أثناء اليوم.
battery بطارية
جهاز كهروكيميائي ينتج طاقة كهربائية من تفاعلات كيميائية.
battery eliminator محول تيار متردد
محول تيار متردد، يسمح للمعدات التي تعمل بالبطارية بالعمل على طاقة التيار المتردد في مقبس الحائط.
Bayer filter Bayer filter
مرشح بصري يستخدم في الكاميرات الرقمية الملونة.
beam tetrode رباعي مساري حزمي
نوع من الصمامات المفرغة ذات أربعة عناصر نشطة بالإضافة إلى زوج من ألواح تشكيل الشعاع.
beat frequency نبضة (صوت)
تردد ينتج عن خلط غير خطي لإشارات لها ترددين مختلفين.
Bell Telephone Laboratories مختبرات بل
سابقًا، مختبر البحث والتطوير لشركة الهاتف والتلغراف الأمريكية.
biasing جهد انحياز
ممارسة ضبط ظروف التشغيل الهادئة لجهاز التضخيم للحصول على الاستجابة المطلوبة.
BIBO stability BIBO stability
نظام تحكم ينتج مخرجات محدودة لأي دخل محدود.
bilinear transform bilinear transform
تقنية رياضية للحصول على معاملات مرشح رقمي لتكرار استجابة بعض وظائف نقل المرشح التناظرية.
bimetallic strip ثنائي المعدن
عنصر استشعار درجة الحرارة مصنوع من معدنين لهما معاملات تمدد مختلفة مرتبطين ببعضهما البعض بشكل وثيق.
Biot–Savart law قانون بيو وسافارت
العلاقة الرياضية بين المجال المغناطيسي والتيار الذي ينتج ذلك المجال.
bipolar junction transistor ترانزستور ثنائي القطب
نوع من الترانزستورات به نوعان من حاملات الشحنة.
blocked rotor test blocked rotor test
ختبار لآلة كهربائية حيث يجري تزويد الآلة بالطاقة ولكن يُمنع العمود من الدوران.
Blu-ray بلو راي
نوع من الأقراص الضوئية يمكن كتابتها وقراءتها باستخدام ليزر أزرق/بنفسجي.
Bode plot مخطط بود
مخطط استجابة سعة وتردد الطور لنظام، حيث يجري تقريب الاستجابة الفعلية بواسطة مقاطع خطية مستقيمة.
Boolean algebra (logic) جبر بول
نوع من الجبر يتعامل مع القيم التي لا يمكن أن تحمل سوى قيم "صحيحة" و"خاطئة" (1 أو 0)، وهو ذو فائدة كبيرة في تصميم وتحليل الأنظمة الرقمية.
boost converter مبدل رافع للجهد
أي دائرة محول طاقة يمكنها إنتاج جهد خرج أكبر من جهد دخلها.
booster booster
جهاز يستخدم لزيادة الجهد في نظام توزيع الطاقة الكهربائية، مثل مجموعة مولدات المحركات في نظام التيار المستمر.
bound charge استقطاب كهربائي
شحنة كهربائية في مادة ليست حرة في الحركة عبر المادة.
braking chopper braking chopper
جهاز يستخدم لامتصاص الطاقة من محرك لإبطائه.
branch circuit تمديد كهربائي
في أسلاك البناء، أي دائرة من لوحة التوزيع الرئيسية إلى معدات الاستخدام أو المقابس.
breakdown voltage جهد الانهيار
أقصى جهد يمكن لجهاز أن يتحمله دون حدوث أي ضرر.
bridge rectifier قنطرة الدايود
مجموعة من ثنائيات المقوم (الموحِد) المستخدمة لتحويل التيار المتردد إلى تيار مستمر.
broadcasting بث لاسلكي
إرسال إشارة إلى العديد من أجهزة الاستقبال.
brush فرشاة كربونية
نقطة اتصال كهربائي منزلقة بين جزء متحرك وجزء ثابت.
brushed DC electric motor brushed DC electric motor
محرك كهربائي يعمل بالتيار المستمر بفرش.
brushless DC electric motor محرك تيار مستمر عديم المسفرات
محرك كهربائي يعمل بالتيار المستمر بدون فرش.
Buchholz relay مرحل بوخلز
جهاز حساس لضغط الغاز لحماية المحولات المملوءة بالزيت.
Buck converter مبدل خافض للجهد
أي دائرة محول طاقة تنتج خرج أقل من جهد الدخل الخاص بها.
Buck–boost converter مبدل خافض رافع للجهد
أي دائرة محول طاقة التي يمكنها إنتاج جهد خرج أكبر أو أقل من جهد الدخل.
Buck–boost transformer <dt class="glossary " id="محول رافع خافض ‏" style="margin-top: 0.4em;">محول رافع خافض ‏
محول يمكن استخدامه لضبط الجهد..
busbar قضيب توصيل
مجموعة من الموصلات تستخدم لتوزيع التيار على العديد من الفروع.
bushing جلبة كهربائية
تركيب كهربائي يستخدم لتوصيل الموصلات الخارجية بالجزء الداخلي من الجهاز.
Butterworth filter مرشح باتروورث
نوع من المرشحات ذات نطاق التمرير الأكثر تسطحًا.
buzzer طنان كهربائي
جهاز كهروميكانيكي أو إلكتروني يصدر صوتًا عند تنشيطه.